# Можжевельник виргинский
Можжеве́льник вирги́нский, или вирджи́нский, ранее встречалось под названием Кедровое дерево, Красный кедр, Карандашное дерево  (лат. Junīperus virginiāna) — вид растений рода Можжевельник семейства Кипарисовые.

## Распространение
В естественных условиях растёт в Северной Америке, от Канады до Флориды.

## Ботаническое описание

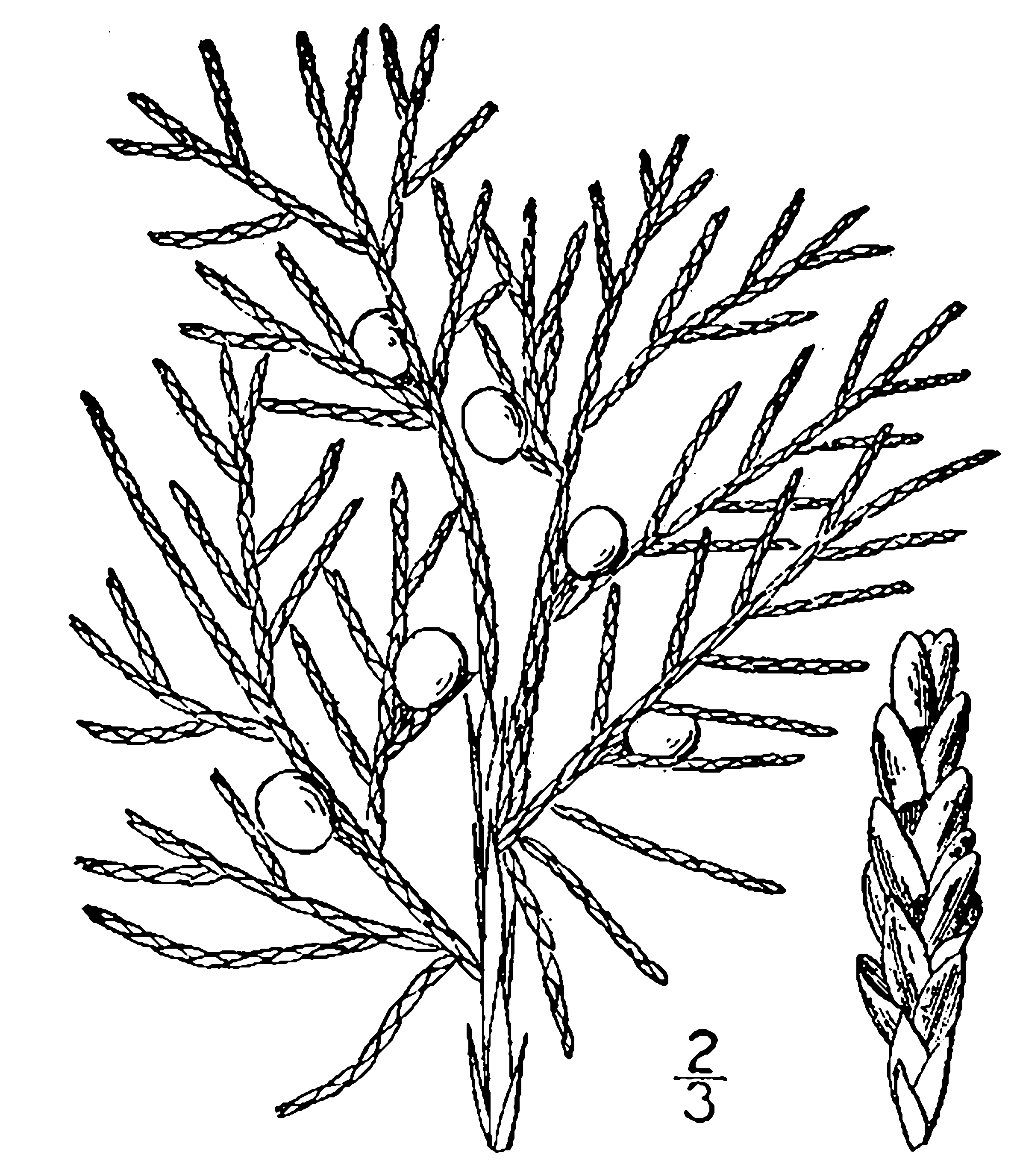
Ботаническая иллюстрация из книги Н. Л. Бриттона и А. Брауна Illustrated flora of the northern states and Canada, 1913

Деревья, однодомные либо реже двудомные, высотой до 30 м, диаметр ствола до 150 см.
Хвоя тёмно-зелёная, мелкая (0,1—0,2 см).
Шишкоягоды мелкие, до 0,6 см, созревают осенью первого года (в октябре) и долго остаются на деревьях.

## Хозяйственное значение и применение
В посадках весьма декоративен. В Европе культивируется с 1664 года. Растёт быстро.
Древесина дерева устойчива к гниению.
В США древесина идёт на изготовление карандашей. Из древесины и хвои извлекают кедровое эфирное масло.
Исторически можжевельник виргинский использовался коренными народами Канады в качестве абортивного средства.

## Сорта
Вид имеет много сортов, в том числе гибридного происхождения от скрещиваний:

Juniperus virginiana L. x Juniperus ashei J. Buchh.

Juniperus virginiana L. x Juniperus horizontalis Moench

Juniperus virginiana L. x Juniperus scopulorum Sarg.

Juniperus virginiana L. x Juniperus chinensis L.

Juniperus virginiana L. x Juniperus sabina L.
- 'Aurea'.
- 'Blue Cloud' (syn.: Juniperus x media 'Blue Cloud', Juniperus chinensis 'Blue Cloud'). Распростёртая форма. В возрасте 10 лет высота растений около 1 м, диаметр кроны около 3 м. Немного напоминает J. virginiana 'Hetz', но более распростёртый[5].
- 'Blue Mountain'. Широкая куполообразная женская форма. Хвоя голубоватая[5].
- 'Brodie' (syn.: Juniperus chinensis 'Brodie'). J. v. subsp. silicicolia 'Brodie'. Пирамидальная форма с плотной кроной. Хвоя ярко-зелёная. Может вырасти до 8 м в высоту и 5 м в ширину. Зоны морозостойкости: 6—9[5].
- 'Burkii'. Мужская в молодости яйцевидная, позже колонновидная форма. В возрасте 10 лет высота растений около 3 м, диаметр около 1,7 м. Конечная высота около 5—6 м[5].
- 'Canaertii'. Бельгия, XIX век. Женская, пирамидальная форма. Крона не плотная. Ветви расположены на относительно большом расстоянии друг от друга. В возрасте 10 лет высота растений около 4 м, диаметр около 1,2 м. Хвоя зелёного цвета, молодая хвоя более яркая[5].
- 'Corcorcor' (syn.: J. virginiana 'Emerald Sentinel'). Кеглевидная, относительно быстро растущая форма. Достигает высотв 8 м, при 1,8 м в диаметре. Хвоя ярко зелёная и зимой и летом[5].
- 'Cupressifolia' (syn.: J. virginiana 'Hillspire'). Мужская, пирамидальная форма с плотной кроной. Ветви восходящие. В возрасте 10 лет высота растений около 6 м, диаметр около 3 м. Хвоя летом ярко-зелёная, зимой цвет слегка меняет. Плотная, пирамидальная, мужчина сорт с восходящими ветвями и ярко-зеленой листвой. Зимой, слегка меняет цвет[5].
- 'Elegantissima' (syn.: 'Aurea'). Пирамидальная женская форма. Размножается прививкой. Высота взрослых растений до 6 м, диаметр кроны 2,5—4,5 м. Молодые побеги золотистого цвета, зимой коричневые с зелёным. Зоны морозостойкости: 3—9[5][6].
- 'Emerald Sentinel' (syn.: J. virginiana 'Corcorcor'). Кеглевидная форма. Высота взрослых растений до 8 м, диаметр кроны 1,8 м. Хвоя изумрудно-зелёная и зимой и летом[5].
- 'Glauca'. Форма колонновидная, иногда рыхлая. В возрасте 10—12 лет высота до 3,5 м, при диаметре 1,8 м. Хвоя сине-зелёная со стальным оттенком. Зимой хвоя приобретает фиолетовый оттенок[5].
- 'Glauca Pendula' (syn.: J. virginiana 'Chamberlaynii'[5])
- 'Globosa'. Плотная полусферическая форма. Взрослые растения около 150 см в диаметре. Хвоя зелёная с легким голубым оттенком[5].
- 'Golden Spring'. Происхождение: J. virginiana x Juniperus × pfitzeriana[5]. В молодом возрасте форма кроны вазообразная, во взрослом возрасте форма кроны подушкообразная. Ветви располагаются не плотно. Высота взрослых растений около 50 см, диаметр около 150 см. Хвоя зелёная с желтоватым оттенком[7].
- 'Grey Owl'. Происхождение: J. virginiana 'Glauca' x J. x media 'Pfitzeriana'. Распростёртая форма. Ветви направлены вверх, далее изгибаются образуя относительно ровную плоскость. Со временем образуется двухъярусная крона. В возрасте 10 лет высота растений около 0,9 м, диаметр около 1,4 м. Может вырастать до 4 м в диаметре. Хвоя зелёная со стальным оттенком[5].
- 'Helle' (syn.: J. virginiana 'Spartan', J. chinensis 'Spartan'). Относительно плотная и широкая столбообразная форма. Хвоя в основном чешуйчатая, сочного зелёного цвета. В возрасте 10 лет высота около 3 м, диаметр 1,2 м. Годовой прирост около 25 см[5].
- 'Hetz' (syn.: J. x media 'Hetzii', J. chinensis 'Hetzii'). Женская форма. Гибрид J. sabina x J. chinensis. Крона не плотная. Растёт быстро. В возрасте 10 лет высота около 1,7 м, диаметр 2 м. У молодых растений хвоя преимущественно игольчатая сине-зелёная со стальным оттенком. Производит значительное количество ягод. Для поддержания компактной формы кроны рекомендуется регулярная обрезка[5].
- 'Hillii'. Столбчатая форма с плотной кроной. В возрасте 10 лет высота около 3,5 м, диаметр 1,5 м. Хвоя стального цвета летом, фиолетового оттенка зимой[5].
- 'Hillspire' (syn.: J. virginiana 'Cupressifolia'). Плотная, пирамидальная, мужская форма. Ветви восходящие. Хвоя летом ярко-зелёная, зимой цвет слегка меняется. В возрасте 10 лет высота до 6 м, при диаметре около 3 м[5][8]. Зоны морозостойкости: 2—9[9].
- 'Idyllwild'. Пирамидальная форма. Хвоя зелёная. В возрасте 10 лет высота до 4 м, при диаметре около 2 м[5].
- 'Manhattan Blue'. Плотная, компактная, пирамидальная форма. Хвоя тёмно-сине-зелёная. В возрасте 10 лет высота до 3,5 м, при диаметре около 2,4 м[5].
- 'Moonglow' (syn.: J. scopulorum 'Moonglow'). Широко-пирамидальная форма. Похож на 'Blue Heaven'. Хвоя яркая, серебристо-синяя, зимой цвет ещё более интенсивный. В возрасте 10 лет высота до 2,5 м, при диаметре около 1 м[5].
- 'Pendula'. Оригинальная «плакучая» форма. Ветви густые, концы ветвей повисают. Хвоя зелёная. Максимальная высота около 10 м[5].
- 'Princeton Sentry'. Узкая столбчатая форма. Хвоя сине-зелёная. В возрасте 10 лет высота до 7 м[5].
- 'Silver Spreader'. Распростёртая форма. В возрасте 10 лет высота до 0,5 м, при диаметре около 2,5 м[5].
- 'Spartan' (syn.: J. virginiana 'Helle', J. chinensis 'Spartan'). Относительно плотная и широкая столбообразная форма. Хвоя в основном чешуйчатая, сочного зелёного цвета. В возрасте 10 лет высота около 3 м, диаметр 1,2 м. Годовой прирост около 25 см[5].
- 'Sulphur Spray' (Syn.: Juniperus x media 'Sulphur Spray'). Результат скрещивания Juniperus × pfitzeriana и J. virginiana. Вазообразная форма. В возрасте 10 лет высота около 2 м, диаметр 2,5 м. Ветви приподнимающиеся. Хвоя кремово-зелёная[5].
- 'Taylor'. Плотная, колонновидная форма. В возрасте 10 лет высота около 6 м, диаметр 1 м. Хвоя сине-зелёная[5].
- 'Tripartita'. Распростёртая форма. Хвоя колючая, от сине-зелёного до тёмно-зелёного цвета. Взрослые растения до 2 м в высоту, при ширине около 6 м. Ежегодный прирост около 20 см[5].
- 'Woodlander’s Weeping'. Дерево с овальной формой кроны. Концы ветвей повисают. Хвоя серо-зелёная, светлее чем у 'Pendula'. Зоны морозостойкости от 3 до более тёплых[5][10].

## Болезни и вредители
Можжевельник виргинский является одним из основных хозяев гриба ржавчина груши (Gymnosporangium sabinae). Мицелий, распространяясь в коре и древесине можжевельника, вызывает усиленный рост клеток, в результате чего ветки в пораженном месте утолщаются.